# 出澤剛
出澤剛（1973年6月9日—），生於日本長野縣佐久市，企業家，現為LY Corporation公司董事長兼執行長。

## 生平
在長野縣出生、長大。1996年畢業於早稻田大學政治經濟系。畢業後進入朝日生命保險工作。2001年，留職停薪進修期間，接觸到活力門（livedoor）。2002年，正式自朝日生命保險公司離職，進入活力門公司工作。2007年，成為活力門公司董事長。
2010年，livedoor被出售給NHN Japan。2012年，LINE公司進行組織重整，出任LINE公司董事。2014年4月，出任LINE公司的營運長（COO）。2015年4月，出任董事長兼執行長（CEO）。